# Hömyrtjärnen, Ångermanland
Hömyrtjärnen är en sjö i Sollefteå kommun i Ångermanland och ingår i Ångermanälvens huvudavrinningsområde.